# Akihiro Yoshida
Akihiro Yoshida (født 28. juli 1975) er en tidligere japansk fodboldspiller.
Han har spillet for flere forskellige klubber i sin karriere, herunder Bellmare Hiratsuka og Yokohama FC.